# Iglesia de Santa Teresita (Lima)
La Iglesia de Santa Teresita del Niño Jesús es un templo de culto católico, dedicado a santa Teresa de Lisieux, ubicado en la urbanización Santa Beatriz, en el distrito de Lima, ciudad homónima, capital del Perú. Pertenece a la jurisdicción eclesiástica de la Arquidiócesis de Lima.

## Historia

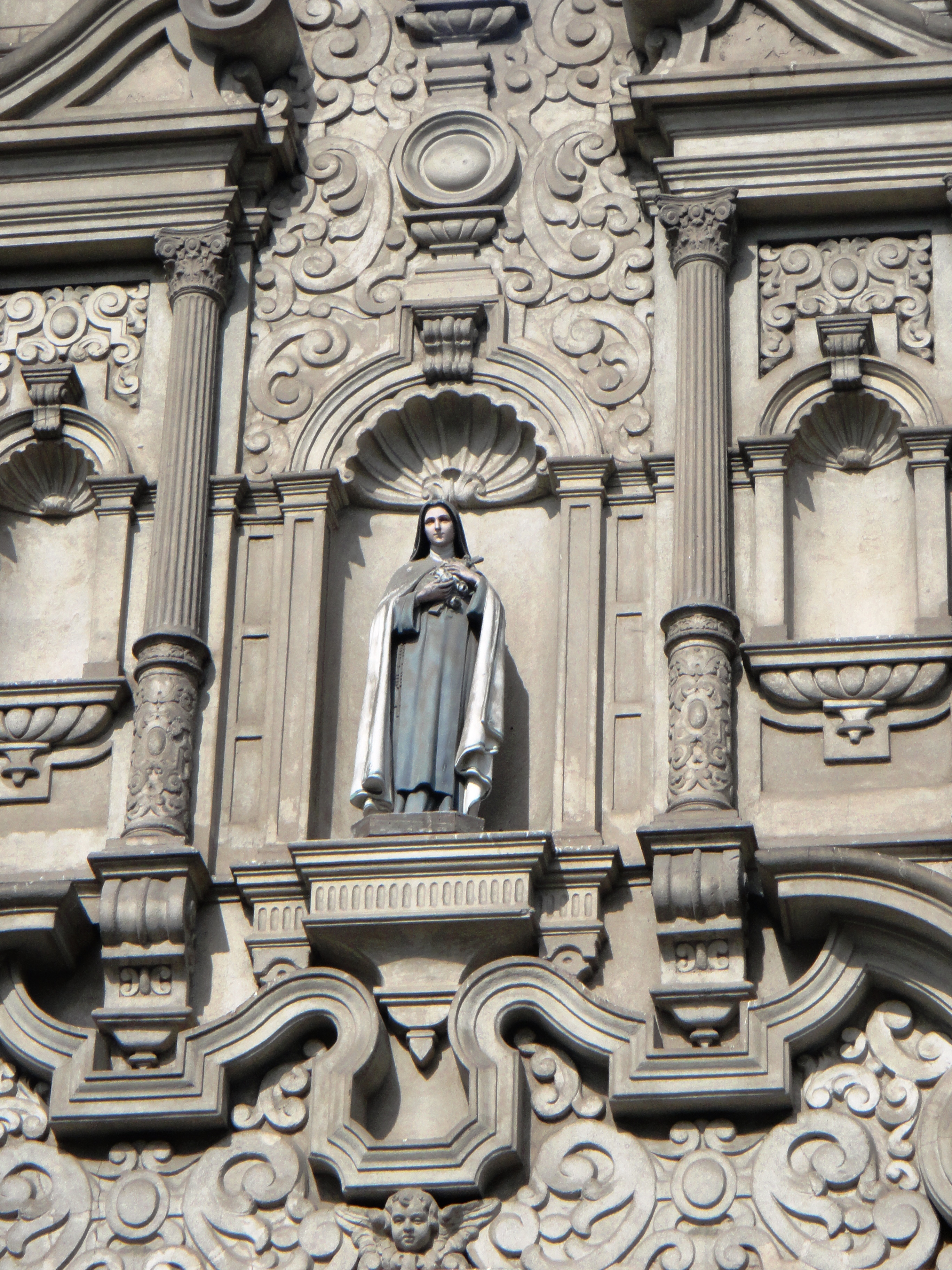
Parte superior del pórtico de la iglesia.

La iglesia de la Parroquia Santa Teresita del Niño Jesús (Santa Beatriz). 
Debido a la desaparición de la iglesia de Guadalupe, a  cargo de la Congregación de Canónigos Regulares de la Inmaculada Concepción, por la construcción del Palacio de Justicia, se optó por la edificación de un nuevo templo en un lugar cercano. 
El 18 de diciembre de 1927 se coloca la primera piedra para la construcción del templo parroquial, en el antiguo fundo de Santa Beatriz. Fueron padrinos el presidente Augusto B. Leguía y la Sra. Teresa Álvarez C. Vda. de Candamo. 
Se trabajó con bastante esfuerzo y con el apoyo de diversos grupos de damas que realizaban diversas actividades en beneficio de la construcción, la que concluyó en 1938.
Como dato anecdótico, uno de los capítulos de la telenovela Simplemente María (la boda) en 1969 se grabó aquí.

## Descripción
El templo, con hermosos vitrales, ha sufrido varias modificaciones y reparaciones debido a los sismos.